# Musikermagasinet
Musikermagasinet, MM, är sedan 1978 en tidskrift för musiker, av musiker. Varje månad presenterar den de senaste nyheterna på musiktekniksidan, intervjuer med aktuella artister, musiker och producenter, inside-reportage från välrenommerade studior i Sverige och utomlands samt, inte minst, ingående och initierade tester av de olika verktyg du använder i ditt musikutövande: instrument, inspelningsutrustning, musikprogram och hårdvara med mera. Utkommer med 12 nummer per år. Tidningen är på svenska. Tidningen lades ner i februari 2024. 